# Rikki Rockett
Rikki Rockett, eg. Richard Allan Ream, född 8 augusti 1961 i Mechanicsburg, Pennsylvania, är trummis i det amerikanska glamrockbandet Poison. Han har även gett ut soloalbumet Glitter 4 Your Soul (2003).